# Castanedia santamartensis
Castanedia es un género botánico monotípico perteneciente a la familia Asteraceae. Su única especie: Castanedia santamartensis es originaria de Colombia.

## Descripción
Las plantas de este género sólo tienen disco (sin rayos florales) y los pétalos son de color blanco, ligeramente amarillento blanco, rosa o morado (nunca de un completo color amarillo).

## Taxonomía
Castanedia santamartensis fue descrita por  R.M.King & H.Rob.  y publicado en Phytologia 39 58, 1978.